# Eleutherascus
Eleutherascus — рід грибів родини Ascodesmidaceae. Назва вперше опублікована 1971 року.

## Класифікація
До роду Eleutherascus відносять 4 види:
- Eleutherascus cristatus
- Eleutherascus lectardii
- Eleutherascus peruvianus
- Eleutherascus tuberculatus